# Pojken i trädet
Pojken i trädet är en svensk dramafilm från 1961 i regi av Arne Sucksdorff.

## Handling
Den handlar om tre pojkar på villovägar, inriktade på nattliga bravader. Deras behov av spänning leder dem in i något som får ödesdigra följder - bilstölder och nattligt tjuvskytte. Titelrollen är den 16-årige Göte, den yngste i gänget spelad av Tomas Bolme. Han revolterar mot föräldraauktoriteten, så småningom också mot kamraterna, hos vilka han bara finner ännu större ofrihet. Han bär på sin egen frihetsdröm, som han till slut desperat försöker förverkliga. Sommarnatt läggs till sommarnatt och dramat närmar sig den slutliga katastrofen.

## Rollista (i urval)
- Tomas Bolme – Göte, 16 år
- Heinz Hopf – Max
- Björn Gustafson – Manne
- Anders Henrikson – John Cervin, godsägare
- Birgitta Pettersson – Marie, Götes syster, husa hos Cervin
- Åke Lindman – Sten Sundberg, jägare
- Barbro Hiort af Ornäs – Götes och Maries mor
- Björn Berglund – Johannes, Götes och Maries far
- Karin Juel – Cervins hushållerska
- Ebba Ringdahl – en kvinna på festen
- Yvonne Nygren – Yvonne, flicka på picknick
- Martin Ericsson – en äldre man på festen

## DVD
Filmen gavs ut på DVD 2008.